# Czojbalsan
Czojbalsan (mong. Чойбалсан; do 1941 Bajan Tümen) – miasto w Mongolii, stolica ajmaku wschodniego. W 2010 roku liczyło 38,5 tys. mieszkańców.

## Historia
Początkowo mała osada na szlaku karawan, od 1822 siedziba dużego klasztoru lamajskiego. W 1844 powstał drugi monastyr (oba całkowicie zniszczone przez komunistów w 1937). Na początku XX w. były tam również dzielnice chińska i rosyjska. Do 1923 (różne źródła podają odmienne daty) nazywało się San Bejse, potem Bajan Tumen i w 1941 otrzymało obecną nazwę, upamiętniającą marszałka Czojbalsana. Prawa miejskie ma od 1937 roku.
Miasto położone wzdłuż brzegów rzeki Kerulen na wysokości około 750 m n.p.m.. Od 1933 jest stolicą ajmaku, od tego też czasu zaczyna się szybki wzrost znaczenia tego miasta. W 1939 otwarto szerokotorową linię kolejową łączącą ZSRR (miasto Sołowjowsk) z Czojbalsanem. Co najmniej od lat 60. XX w. działała koło miasta największa w rejonie odkrywkowa kopalnia węgla brunatnego w Aduunczulu, produkująca na początku lat 80. XX w. 280 tys. ton węgla rocznie. Na tej bazie funkcjonowała duża elektrownia cieplna w Czojbalsanie. W latach 60. i 70. powstały też liczne zakłady przemysłu spożywczego, wełnianego i odzieżowego. Bułgaria zbudowała tam wielki zakład przetwórstwa mięsnego i uboju zwierząt, zbudowano także dużą fabrykę oczyszczania wełny oraz pokaźny młyn zbożowy. Po upadku socjalizmu w Mongolii i załamaniu gospodarki, Czojbalsan odczuł kryzys szczególnie dotkliwie i do 2008 jest miastem z jednym z największych wskaźników bezrobocia w kraju, co dotyczy też całego ajmaku.
Czojbalsan jest znaczącym węzłem komunikacyjnym, głównie drogowym, ale także znajduje się tu port lotniczy Czojbalsan i stacja kolejowa.

## Ludność
W 1931 miasto liczyło 5 tys. osób, w 1939 – 8 tys., w 1959 – 10,9 tys., a w 1979 – 28 tys. mieszkańców. Dominują Chałchasi, jednak około 20% stanowią Buriaci. Obecna jest też napływowa ludność chińska.

## Muzea, zabytki, świątynie
W mieście działają trzy muzea (stan na 2008): muzeum ajmaku, muzeum przyrodnicze i muzeum Żukowa. To ostatnie związane z polem pobliskiej (250 km na wschód od miasta) bitwy nad Chałchin Goł. Stoi też pomnik Czojbalsana oraz klasztor lamajski odbudowany w 1990.